# Kstyle
Kstyle（ケースタイル）は、株式会社ライブドアが運営するニュースサイト。韓国のエンターテインメント情報を配信しており、韓国エンタメ系ニュースサイトとしては国内最大級である。

## 概要
Kstyleは、2011年11月26日にネイバージャパン株式会社が立ち上げた韓流・韓国芸能ニュースサイトである。韓流ドラマや映画、K-POPなど、韓国の最新エンターテインメント情報を配信しており、韓国エンタメサイトとしては国内最大級の情報量を誇る。
韓国の大手芸能・ニュースサイトの「Newsen」「OSEN」など5社と連携し、最新ニュースをはじめ、ドラマ・映画・K-POPなど多彩なコンテンツを、1日に約70～100本配信している。ユーザーの約9割を女性が占め、月間訪問者数は約600万、月間ページビュー数は約5,000万にのぼる。
なお、韓国メディアの記事を日本語で発信するだけでなく、Kstyle独自のオリジナル記事も配信している。

## 沿革
- 2011年11月26日、ネイバージャパンが韓国エンターテインメントニュースサイト「Kstyle-news」を開始[2]。
- 2012年4月、NHN Japanが「Kstyle」の iPhone・Androidアプリを公開[4]。
- 2014年7月31日、スマートフォン向けアプリのサービスを終了[5]。
- 2022年9月28日、LINE（現・Z中間グローバル）が、「ライブドアブログ」「livedoor ニュース」「Kstyle」を中心としたlivedoor事業を、新設子会社「株式会社ライブドア」に対して吸収分割により承継させた[6]。
- 2024年2月、「Kstyle」の名を冠した大型K-POP音楽祭「Kstyle PARTY」を、ライブドアおよびlivedoor MOBILEの共同主催により初開催[3]。

## ニュースカテゴリ
トップページには、以下の8つのカテゴリーが設けられている（2025年現在）。
- ENTERTAINMENT
- MUSIC

- DRAMA
- MOVIE

- FASHION

- PICK UP - 最新ニュースの中から話題のものを編集部が独自にピックアップ。
- PHOTO - 最新のニュースをフォトレポートで配信。
- INTERVIEW - 話題の韓流スター、監督・脚本家、韓流の仕掛け人などのインタビュー記事。

## 配信ニュース

### 韓国メディア
韓国の人気メディア5社の記事を日本語で配信。
- OSEN
- Newsen
- @star1
- TVREPORT
- mydaily

### オリジナルニュース
Kstyleが独自に取材した情報を配信。
- 速報ニュース
- リリース告知
- ライブレポート
- イベントレポート
- インタビュー
- 各種レビュー
- コラム
- コメント動画 など